# Johann Nikolussi
Johann Nikolussi, auch Johannes Nikolussi, (* 1956 in Dornbirn, Vorarlberg) ist ein österreichischer Schauspieler.

## Leben
Johann Nikolussi wirkte als Theaterschauspieler an diversen Off-Theater-Produktionen in Österreich mit. Er war Mit-Gründer des Innsbrucker Kellertheaters, wo er mehr als 10 Jahre als Mit-Leiter und Schauspieler wirkte. Von 1986 bis 1996 war er anschließend festes Ensemblemitglied am Tiroler Landestheater Innsbruck. Seit 1996 arbeitet er als freier Schauspieler in Österreich und Deutschland.
Er wirkte bei mehreren Ur- und Erstaufführungen mit, u. a. 1998 im Innsbrucker Bierstindl in der Bühnenfassung des Romans Froschnacht von Markus Werner. 2004 spielte er am Tiroler Landestheater in der Uraufführung des Stücks Pissoir von Bernhard Aichner.
Am Innsbrucker Kellertheater spielte er als Gast u. a. ER in Offene Zweierbeziehung von Dario Fo (2012), den Müller Gilbert Horn in Messer in Hennen von David Harrower (2014) und den Serge in Kunst von Yasmina Reza (2016).
Mehrfach trat er als Gast auch an den Vereinigten Bühnen Bozen auf, u. a. in Viel Lärm um nichts (Spielzeit 2012/13), Geschichten aus dem Wiener Wald (Spielzeit 2013/14; als Zauberkönig) und 2015–2016 als Richter Fjodor Fjodorowitsch Ljapkin-Tjapkin in Der Revisor.
Er gastierte weiters bei verschiedenen Sommerspielen in Deutschland und Österreich mit, u. a. bei den Tiroler Volksschauspielen in Telfs, beim Sommertheater Hall (2011), bei den Frankenfestspielen Röttingen und bei den Schlossspielen Kobersdorf. 2014 trat er bei den Tiroler Volksschauspielen, an der Seite von Markus Völlenklee als Zaza, als Georges in dem Musical Ein Käfig von Narren auf.
Seit Anfang der 1980er Jahre war er auch für das Fernsehen und das Kino als Schauspieler aktiv. Erste Filmrollen spielte er unter der Regie von Gernot Friedl und Karin Brandauer.
In den beiden Wiener Tatort-Filmen Tatort: Hahnenkampf (Erstausstrahlung: April 1997) und Tatort: Morde ohne Leichen (Erstausstrahlung: Mai 1997) spielte er den Inspektor Jakob Varanasi.
In dem deutsch-österreichischen Fernsehfilm Detektiv wider Willen (Erstausstrahlung: April 2009) spielte er den Bauern Franz Wedernjak. In dem Fernsehfilm Stille (Erstausstrahlung: Februar 2013) verkörperte er den Tiroler Bergbauern Hermann Stolberg, der dem Berliner Journalisten Harry Cliewer (Jan Fedder) eine einsam gelegene Berghütte als Unterschlupf vermietet. In dem deutsch-österreichischen Spielfilm Das finstere Tal (2014) spielte er Rudolf Brenner, einen der sechs Söhne des verbrecherischen Brenner-Clans, der ein abgelegenes Bergdorf in den Alpen beherrscht. In dem 1944/45 in Nordtirol spielenden Kinodrama Vals (2014) spielte Nikolussi den Bauern Franz, an der Seite von Gerti Drassl und Carmen Gratl. In dem ZDF-Fernsehkrimi Die Toten vom Bodensee – Die Braut (Erstausstrahlung: Mai 2017) spielte er den älteren Fischer Anton Meinert, den ein düsteres Geheimnis aus seiner Vergangenheit umgibt. Im achten Film der TV-Reihe München Mord mit dem Titel München Mord: Leben und Sterben in Schwabing (Mai 2019) hatte Nikolussi eine Nebenrolle als Schwabinger Musiker-Original Heinzi Murnauer.
Weiters hatte er Episodenrollen in den deutschen bzw. österreichischen Fernsehserien Kommissar Rex (1995; als Entführer Fritz Morak), Die Knickerbocker-Bande (1997; als Sepp), HeliCops – Einsatz über Berlin (2000; als Bandenchef Santos), Julia – Eine ungewöhnliche Frau (2000; als Drogenermittler), Medicopter 117 – Jedes Leben zählt (2002), SOKO Kitzbühel (2009; als Bio-Bäcker Jürgen Krauss) und Der Bergdoktor (2016).
In der 14. Staffel der österreichischen TV-Serie SOKO Donau (2018) übernahm Nikolussi, an der Seite von Dietrich Siegl in seinem letzten Auftritt als Oberst Dirnberger, eine der Episodenhauptrollen als obdachloser, in den Wäldern lebender Einsiedler Gerald Manz, der vor über 20 Jahren seine Ehefrau, eine Kollegin Dirnbergers, während eines Urlaubs in Kroatien getötet hat.
Nikolussi arbeitete weiters als Rundfunksprecher für Radio Österreich 1 (Ö1) und nahm zahlreiche Features und Hörspiele auf, u. a. für den WDR, den NDR und den Bayerischen Rundfunk.
Nikolussi ist Mitglied im Verband der Österreichischen FilmschauspielerInnen (VÖFS). Er lebt in Innsbruck und in Wien.

## Filmografie (Auswahl)
- 1983: Die fünfte Jahreszeit – Ski total (TV-Miniserie)
- 1988: Einstweilen wird es Mittag oder Die Arbeitslosen von Marienthal (Fernsehfilm)
- 1990: Die Arbeitersaga: April 1945 - Das Plakat (Fernsehreihe)
- 1995: Kommissar Rex (Fernsehserie; Folge: Entführt)
- 1997: Die Knickerbocker-Bande (Fernsehserie; Folge: Das Rätsel um das Schneemonster)
- 1997: Tatort: Hahnenkampf (Fernsehreihe)
- 1997: Tatort: Morde ohne Leichen (Fernsehreihe)
- 1997: Suzie Washington (Kinofilm)
- 2000: HeliCops – Einsatz über Berlin (Fernsehserie; Folge: Das Gold der Kleopatra)
- 2000: Julia – Eine ungewöhnliche Frau (Fernsehserie; Folge: Unheile Welt)
- 2001: Eine Hälfte der Nacht (Kurzfilm)
- 2002: Medicopter 117 – Jedes Leben zählt (Fernsehserie; Folge: Geldtransport)
- 2004: Kommissar Rex (Fernsehserie; Folge: E-Mail von der Mörderin)
- 2006: Lapislazuli – im Auge des Bären (Kinofilm)
- 2009: Der Bär ist los! Die Geschichte von Bruno (Fernsehfilm)
- 2009: SOKO Kitzbühel (Fernsehserie; Folge: Tödliche Hostie)
- 2009: Detektiv wider Willen (Fernsehfilm)
- 2009: Sisi (Fernsehfilm)
- 2013: Stille (Fernsehfilm)
- 2014: Das finstere Tal (Kinofilm)
- 2014: Vals (Kinofilm)
- 2016: Die Einsiedler (Kinofilm)
- 2016: Der Bergdoktor – Zehn Jahre Ewigkeit (Fernsehserie)
- 2017: Die Toten vom Bodensee – Die Braut (Fernsehreihe)
- 2018: Ein wilder Sommer – Die Wachausaga (Kinofilm)
- 2018: SOKO Donau (Fernsehserie; Folge: Alte Indianer)
- 2019: München Mord – Leben und Sterben in Schwabing (Fernsehreihe)
- 2020: Landkrimi – Das Mädchen aus dem Bergsee (Fernsehreihe)
- 2022: Jeanny – Das 5. Mädchen (Fernsehfilm)
- 2024: Elfi (Kinofilm)